# Kang Chol-hwan

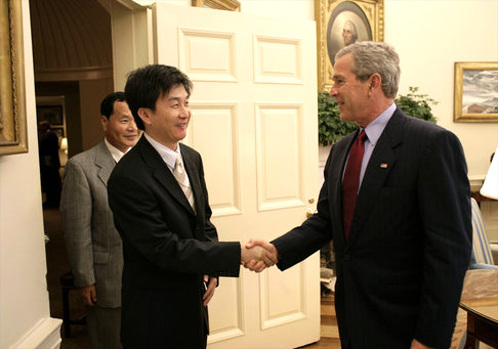
Kang Chol-hwan wita się z prezydentem USA George’em W. Bushem

Kang Chol-hwan (kor. 강철환; ur. 18 września 1968 w Pjongjangu w Korei Północnej) – uciekinier z Korei Północnej, więzień obozu internowania Yodŏk, działacz na rzecz praw człowieka.
Urodził się w Pjongjangu i tam spędził dzieciństwo. Jego rodzina żyła dość dostatnio, dzięki pozycji, jaką w pracy posiadał dziadek Kang Chol-hwana oraz majątkowi, jaki przekazał rządowi komunistycznemu po powrocie z Japonii, gdzie wyemigrował zarobkowo przed II wojną światową. Mimo że rodzina nigdy nie zrzekła się obywatelstwa koreańskiego, a babka była działaczką partii komunistycznych w obu krajach, cała rodzina była obserwowana ze względu na życie w Japonii.
W 1977 roku dziadek Kang Chol-hwana został oskarżony o zdradę i zesłany do więzienia. Jego rodzina również została uwięziona. Kang miał wtedy 9 lat, a jego siostra Mi-ho 7.
W obozie był zmuszany do wykonywania ciężkich prac fizycznych. Edukacja, wyłącznie do 15. roku życia, opierała się na zapamiętywaniu treści przemówień Kim Ir Sena i Kim Dzong Ila, północnokoreańskich przywódców. Na porządku dziennym było karanie więźniów biciem. Był zmuszany także do oglądania publicznych egzekucji.
Po 10 latach rodzina została zwolniona. Nadal jednak swoboda poruszania się była ograniczona, a do tego musiała osiedlić się przymusowo w innej części kraju.
Po kilku latach od oswobodzenia, bojąc się ponownego uwięzienia (słuchał potajemnie południowokoreańskiego radia), uciekł do Korei Południowej przez Chiny.
Zaangażował się w walkę o obronę praw człowieka w Korei Północnej.
Swoje życie w Korei Północnej oraz ucieczkę z niej opisał w autobiografii Usta pełne kamieni. Dziesięć lat w północnokoreańskim gułagu.